# イズラエル・ブルサード
イザヤ・イズラエル・ブルサード（Isaiah Israel Broussard [ˈbruːsɑːrd];  1994年8月22日 - ）は、アメリカの俳優。2010年にコメディードラマ『Flipped』で映画デビューを果たす。
主な代表作に映画『ブリングリング』（2013年）、『ハッピー・デス・デイ』（2017年）、『好きだった君へのラブレター』（2018年）などがある。

## 少年期
ミシシッピ州ガルフポートでメアリーケイ化粧品のコンサルタントだった母・アンジェラ（旧姓クラップ）と父・ローレンス・クレイトン・アダムスの間に生まれた。父は1999年に亡くなり、ミシシッピ州ソーシエで母と継父であるコンピュータープログラマーのギルブルサードによって育てられ、後に姉とともにギルブルサードの養子となった。母の再婚に伴い、義理の弟が一人いる。

## 経歴
コメディドラマ「Flipped」（2010年）のギャレット・アインビンダー役、コメディ映画「The Chaperone」（2011年）のジョシュ役でキャリアをスタートさせた。 
2013年に、実在した10代の強盗グループ「ザ・ブリングリング」を題材にしたソフィア・コッポラ監督の映画「ブリングリング」（2013年）でマーク・ホール役を演じ、高い演技力を賞賛された。 
同年、ブライス・ダラス・ハワード監督によるM83「クラウディア・ルイス」のミュージックビデオにリリー・コリンズと共に出演。 
2015年にはライフタイムの映画『Perfect High』に出演。翌年、コメディ映画『Good Kids』で主演を務めた。その後、クリストファー・ランドン監督のスラッシャー映画『ハッピー・デス・デイ』（2017年）、エイリアンの侵略スリラー『エクスティンクション 地球奪還』（2018年）でも主演に抜擢された。 
ジェニー・ハン原作の『好きだった君へのラブレター』（スーザン・ジョンソン監督／2018年）ではジョシュ・サンダーソン役を演じた。 
2019年に公開された『ハッピー・デス・デイ』の続編『ハッピー・デス・デイ 2U』では、カーター・デイヴィス役を再演した。 
2021年はカスティル・ランドン監督のサイコスリラー『Fear of Rain』に出演した。

## 物議を醸すコメント
2018年8月『好きだった君へのラブレター』公開後に、ブラック・ライヴズ・マター運動を題材にしたものを含む、人種差別的な過去のツイートがファンにより発見され、炎上した。例えば、2011年の東北地方太平洋沖地震と津波の後、ブルサードは「犬は地震を感知できる。日本が全部食べてしまって残念だ」とツイート。また、サンディフックの陰謀論を助長するツイートや反イスラム教徒のツイートにも「いいね！」をしていたことが判明。このことについて彼はツイッターで謝罪文を発表し、「私はより多くの情報を得て、より教養のある自分になることに専念しています」と述べた。

## フィルモグラフィー

### 映画
| 年     | 題名                                                                 | 役名                           | ノート |
| ------ | -------------------------------------------------------------------- | ------------------------------ | ------ |
| 2010年 | Flipped                                                              | ギャレット・アインバインダー   |        |
| 2011年 | The Chaperone                                                        | ジョシュ                       |        |
| 2013年 | ブリングリング（原題：The Bling Ring）                               | マークホール                   |        |
| 2014年 | アース・トゥ・エコー（原題：Earth to Echo）                          | キャメロン                     |        |
| 2015年 | H8RZ                                                                 | ジャック・スタントン           |        |
| 2015年 | Jack of the Red Hearts                                               | ロバート・アダムス             |        |
| 2016年 | Good Kids                                                            | マイク「スパイス」ジェニングス |        |
| 2017年 | ハッピー・デス・デイ（原題：Happy Death Day）                        | カーター・デイビス             |        |
| 2017年 | Say You Will                                                         | ボビー・ニミッツ               |        |
| 2018年 | エクスティンクション 地球奪還（原題：Extinction）                    | マイル                         |        |
| 2018年 | 好きだった君へのラブレター（原題:To All the Boys I've Loved Before） | ジョシュ・サンダーソン         |        |
| 2019年 | ハッピー・デス・デイ 2U（原題：Happy Death Day 2U）                  | カーター・デイビス             |        |
| 2021年 | Fear of Rain                                                         | カレブ                         |        |

### テレビ番組
| 年     | 題名                                                              | 役名                     | ノート                          |
| ------ | ----------------------------------------------------------------- | ------------------------ | ------------------------------- |
| 2010年 | Romantically Challenged                                           | ジャスティン・トーマス   | 2話                             |
| 2013年 | サンズ・オブ・アナーキー（原題：Sons of Anarchy）                 | ジョーイ・ヌーン         | エピソード：「Sweet and Vaded」 |
| 2015年 | Perfect High                                                      | カーソンタフト           | テレビ映画                      |
| 2016年 | フィアー・ザ・ウォーキング・デッド（原題：Fear the Walking Dead） | ジェームズ・マカリスター | 2話                             |
| 2019年 | Into the Dark                                                     | スペンサー               | エピソード：「破壊するすべて」  |

### ミュージックビデオ
| 年     | 題名               | アーティスト |
| ------ | ------------------ | ------------ |
| 2013年 | クラウディアルイス | M83          |